# Huck e Jim/Il più forte
Huck e Jim/Il più forte  è un singolo discografico dei Louisiana Group, pubblicato nel 1980.

## Descrizione
Il brano Huck e Jim era la sigla dell'anime Le avventure di Huckleberry Finn, scritto da Luigi Albertelli e Massimo Luca su musica e arrangiamento di Vince Tempera.
Il gruppo Louisiana Group era formato da Vince Tempera, Silvio Pozzoli e Massimo Luca.
Il più forte è il lato B del disco, brano ispirato alla serie scritto da Luigi Albertelli su musica e arrangiamento di Vince Tempera.
Entrambi i brani sono stati inseriti nella compilation Supersigle TV vol. 4 e in altre raccolte.

## Tracce
1. Huck e Jim (Luigi Albertelli e Massimo Luca)
2. Il più forte (Luigi Albertelli e Vince Tempera)